# Phison Rupes
Phison Rupes es el nombre de una falla geológica sobre la superficie de Marte. Phison Rupes está localizada con el sistema de coordenadas centrados en 28.23 grados de latitud Norte y 51.37 grados de longitud Este. El escarpe se encuentra en el extremo noreste del cráter Flammarion. Lo rodea una cuenca ubicada en una región de tierras altas de Marte lleno de cráteres de impacto. Sus crestas fueron creadas por una compresión principal que corre en dirección NO-SE, lo que indica que la falla tiene una tendencia tectónica de gran escala.
El nombre fue aprobado por la Unión Astronómica Internacional en 1976 y hace referencia al Río Pisón uno de los ríos proveniente del Edén bíblico.